# Cladonia
Die Gattung Cladonia ist eine artenreiche Gattung der Flechten mit weltweit etwa 475 Arten. Es ist eine von drei europäischen Gattungen der Familie Cladoniaceae und deren weitaus artenreichste, in Deutschland mit etwa 70 Arten. Die meisten Cladonia-Arten sind verhältnismäßig auffällige Strauchflechten, zur Gattung gehören etwa die großen Rentierflechten und die meisten der sog. Becherflechten. Viele der Arten sind aber morphologisch vielgestaltig, ihre Bestimmung ist oft schwierig.

## Beschreibung
Cladonia-Arten haben einen meist hellgrün oder grau gefärbten, manchmal braunen oder gelblichen Thallus, der aus zwei Teilen besteht: Der sogenannte Primärthallus ist auf der Bodenoberfläche ausgebreitet. Er besteht meist aus Schuppen oder Schüppchen, wenn etwas größer, auch Blättchen genannt (sie haben aber nichts mit Blättern zu tun). Seltener ist er krustenförmig und dann kurzlebig und an entwickelten Exemplaren nicht mehr erkennbar (Cladoniaceae mit krustenförmigem, bleibendem Primärthallus gehören in Europa in die Gattungen Pilophorus und Pycnothelia). Der Primärthallus ist auf der Oberseite meist berindet. Haftfasern (sogenannte Rhizinen) auf der Unterseite werden nicht ausgebildet.
Auf dem Primärthallus aufsitzend ist ein meist viel größerer und auffälligerer, in der Regel hohler und mehr oder weniger aufrecht wachsender Sekundärthallus, der mit dem Fachausdruck Podetium genannt wird, dieser kann von wenigen Millimetern Höhe bis zu 30 Zentimeter Höhe erreichen. Viele Autoren unterscheiden noch ein echtes Podetium, wenn aus generativem Gewebe gebildet und ein Pseudopodetium, aus vegetativem Gewebe, diese sind aber optisch nicht unterscheidbar. Die Podetien sind von verschiedener, oft für Arten charakteristischer Form: Bei Cladonia oft becher- oder trompetenförmig (Becherflechten), bei anderen Arten der Gattung horn- oder stabartig, korallenartig oder buschig verzweigt. Er kann je nach Art oder Artengruppe berindet oder unberindet sein. Schuppen sind je nach Art vorhanden oder auch fehlend. Als Organe der vegetativen Vermehrung werden bei vielen (nicht allen) Arten sogenannte Soredien gebildet. Arten mit Soredien sind erkennbar an einem staubartig-mehligen Überzug. Sogenannte Isidien, also größere, oft warzenartige, leicht abbrechende Auswüchse zur vegetativen Vermehrung, sind hingegen selten und kommen nur bei wenigen Arten vor. Andere Arten vermehren sich über Bruchstücke des Thallus oder abbrechende Schuppen.
Die generative Vermehrung des Pilzpartners der Flechte (des Mykobionten) erfolgt über sogenannte Apothecien, diese sitzen an der Spitze oder am äußeren Rand der Podetien. Die Apothecien bei Cladonia besitzen keinen erkennbaren, differenzierten Thallusrand, meist von einer Excipulum genannten, durch die fehlenden Algen farblosen Zone umgeben. Meist ist ihre Scheibe auffallend gefärbt, je nach Art leuchtend rot, braun oder (seltener) gelb. In den Apothecien werden die für alle Schlauchpilze typischen Asci mit Ascosporen ausgebildet. Die Ascosporen von Cladonia sind farblos und einzellig (ohne gliedernde Septen). Viele Cladonia-Arten vermehren sich überwiegend oder ausschließlich vegetativ, sie bilden selten bis nie Apothecien aus.
Abseits der Apothecien sitzen viel kleinere sogenannte Pyknidien, die als Spermatogonien dienen, in ihnen werden also die unbegeißelten männlichen Geschlechtszellen der generativen Vermehrung gebildet. Die Pyknidien sind oft ähnlich gefärbt wie die Apothecien, aber viel kleiner, sie sitzen am Podetium in der Nähe der Apothecien, selten abseits davon oder sogar am Primärthallus. Pyknidien bilden oft kleine, stäbchen oder flaschenförmige Auswüchse, die gelegentlich gestielt sind. Die Pycnosporen (Spermatien, 'Conidien') sind farblos, einzellig und oft gebogen.

### Photobiont
Der Algenpartner (Photobiont) der Flechten-Symbiose gehört bei Cladonia weit überwiegend zur Algengattung Asterochloris. Arten der Gattung Trebouxia kommen nur ausnahmsweise vor, bei zumindest einer Art, Cladonia subturgida, nach Experimenten aber auch in weiteren, stattdessen auch Myrmecia-Arten, bei anderen Chlorella-Arten (ebenfalls Trebouxiophyceae). Die Gattung Asterochloris ist morphologisch ähnlich zu Trebouxia und gehört wie diese zur Algenklasse Trebouxiophyceae. Sie wurde erst 2008 von Trebouxia abgetrennt (vorher Trebouxia Untergattung Eleutherococcus).
Viele Cladonia-Arten können verschiedene Photobionten besitzen, diese sind also nicht immer artspezifisch. Oft wechseln sie je nach umgebenden Lebensraum, also vermutlich nach Verfügbarkeit dort, gelegentlich tauschen sie ihn sogar während ihres Lebens aus. Im Jahr 2022 wurde entdeckt, dass bei einigen Cladonia-Arten die Form des Mykobionten, und damit der gesamten Flechte, unterschiedlich sein kann, je nachdem, welcher Algenpartner vorhanden ist. Wenn Flechten, oder Teile von ihnen, je nach Partner unterschiedliche morphologische Formen ausbilden, wird dies Photosymbiodem genannt. Möglicherweise sind also einige Cladonia-Arten (und andere Flechtenarten) tatsächlich nur verschiedene Morphotypen desselben Mykobionten.
Cyanobakterien als Photobionten kommen bei Cladonia nicht vor.

## Biologie und Lebensraum
Cladonia-Arten  kommen vor auf unbewachsenen, offenen Boden, auf Rohhumus-Decken in Wäldern, auf nacktem Torf, morschem Totholz, seltener der Borke lebender Bäume und direkt auf Steinen. Dort können viele Arten nebeneinander vergesellschaftet sein. Die meisten Arten bevorzugen saure Böden und sonnige, gut belichtete Standorte. Häufig sind sie insbesondere an Stellen, an denen durch Nährstoffarmut oder Flachgründigkeit die Konkurrenzkraft höherer Pflanzen gehemmt ist, oder sich nach Störungen die Vegetationsdecke noch nicht wieder geschlossen hat. Wenige Arten sind auch spezialisiert auf kalkreiche Standorte, etwa lückige Trockenrasen oder Felsfluren. Einige Arten der Gattung sind häufig auf durch Straßen- oder Wegebau entstandenen, offenen Böschungen oder offenen Brachflächen, andere sind spezialisiert auf besondere Habitate und dadurch seltener. Zu den häufigsten Arten in Mitteleuropa zählen etwa Cladonia pyxidata, Cladonia coniocraea, Cladonia macilenta und Cladonia furcata. Viele Cladonia-Arten können an entsprechenden Standorten auf mehreren Kontinenten, fast weltweit, angetroffen werden. Einige Arten sind aber auch lokale Endemiten kleinerer Regionen. So kommen Cladonia corsicana und Cladonia graeca nur im Mittelmeerraum vor. Die Gattung ist besonders häufig und individuenreich in nördlichen, arktischen Breiten, sie kommt aber bis auf sandige Böden im tropischen Tiefland Amazoniens und in die antarktischen Tundren vor. Sie fehlt nur in sehr trockenen, ariden Gebieten.

## Phylogenie und Systematik
Die Gattung Cladonia ist Typusgattung und damit namensgebend für die Familie der Cladoniaceae (Ordnung Lecanorales) und auch deren weitaus artenreichste Gattung, etwa 475 der ca. 500 Arten dieser Familie gehören ihr an, die anderen 17 Gattungen umfassen zusammen also nur etwa 25 Arten. Schwestergruppe der Cladoniaceae ist die Familie Stereocaulaceae.
Die Gattung wurde traditionell morphologisch nach der Form der Podetien, unter Berücksichtigung einiger chemischer Merkmale, in zahlreiche Gruppen im Rang von Untergattungen, Sektionen, Subsektionen gegliedert. In jüngerer Zeit einflussreich war das System des finnischen Forschers Teuvo Ahti mit zwei Untergattungen: Cladonia s.str. mit den Sektionen Ascyphiferae, Cocciferae, Cladonia, Helopodium, Perviae, Strepsiles und
Unciales und Cladina mit den Sektionen Cladina, Impexae und Tenues. Diese Gliederung ist aber bei genetischen Studien nicht bestätigt worden und nur noch von historischem Wert.
Neuere genetische Untersuchungen haben die Monophylie der Gattung Cladonia bestätigt. Sie fanden eine Gliederung in 13 Kladen (zwei davon nur mit jeweils einer Art), die als Sektionen benannt werden könnten, darunter einige der traditionellen Sektionen. Die Autoren weisen aber selbst darauf hin, dass diese Gliederung derzeit noch vorläufig ist und in weiteren Untersuchungen überprüft und ggf. bestätigt werden müsste. Derzeit ist also keine aktuelle Gliederung in Sektionen im Gebrauch. Schwestergruppe von Cladonia ist eine Klade aus den drei artenarmen Gattungen Carassea (eine Art Carassea connexa, Süd-Brasilien), Pycnothelia (zwei Arten, weitverbreitet, darunter Pycnothelia papillaria auch in Mitteleuropa) und Metus (drei Arten, Australien, Asien, Südamerika).

### Arten (Auswahl)
- Cladonia amaurocraea (Flörke) Schaer.  (1887)
- Cladonia arbuscula (Wallr.) Flot. (1839)
- Cladonia apodocarpa (Robbins) (1925)
- Cladonia bellidiflora (Ach.) Schaer. (1823)
- Cladonia borealis S.Stenroos (1989)
- Cladonia botrytes (K.G.Hagen) Willd. (1787)
- Cladonia brevis Sandst. (1922)
- Cladonia caespiticia (Pers.) P.Gaertn., B.Mey & Scherb. (1802)
- Cladonia callosa Delise ex Harm. (1907)
- Cladonia cariosa (Lilj.) Spreng. (1827)
- Cladonia carneola (Fr.) Fr. (1831)
- Cladonia cenotea (Ach.) Schaer. (1823)
- Cladonia cervicornis (Ach.) Flot. (1849)
- Cladonia chlorophaea (Flörke ex Sommerf.) Spreng. (1827)
- Cladonia ciliata Stirt. (1888)
- Scharlach-Becherflechte Cladonia coccifera (L.) Willd. (1787)
- Cladonia coniocraea (Flörke) Spreng. (1827)
- Cladonia convoluta (Lamkey) Anders (1913)
- Cladonia cornuta (L.) Baumg. (1790)
- Cladonia crispata (Ach.) Flot.  (1839)
- Cladonia cristatella Tuck.  (1858)
- Cladonia decorticata (Flörke) Spreng. (1827)
- Cladonia deformis (L.) Hoffm. (1796)
- Finger-Scharlachflechte Cladonia digitata (L.) Hoffm. (1790), Flechte des Jahres 2020
- Cladonia evansii Abbayes (1939)
- Trompetenflechte Cladonia fimbriata (L.) Fr. (1831)
- Cladonia floerkeana (Fr.) Flörke (1828)
- Blättrige Cladonie Cladonia foliacea (Huds.) Willd. (1787)
- Cladonia furcata (Huds.) Baumg. (1790)
- Cladonia glauca Flörke (1828)
- Cladonia gracilis (L.) Willd. (1787)
- Cladonia graeca Sipman & Ahti  (2011)
- Cladonia humilis (With.) J.R.Laundon (1984)
- Cladonia incrassata Flörke (1827)
- Cladonia inflata Aptroot & Cáceres  (2018)
- Cladonia leporina Fr. (1831)
- Cladonia macilenta Hoffm. (1796)
- Cladonia macrophylla (Schaer.) Stenh.(1875)
- Cladonia metacorallifera Asah. (1939)
- Cladonia monomorpha Aptroot, Sipman & Herk  (2001)
- Cladonia norvegica Tønsberg & Holien (1984)
- Cladonia parasitica (Hoffm.) Hoffm. (1796)
- Cladonia peziziformis (With.) J. R. Laundon (1984)
- Cladonia phyllophora Hoffm.  (1796)
- Cladonia pleurota (Flörke) Schaer. (1850)
- Cladonia pocillum (Ach.) O.J. Rich. (1877)
- Cladonia polydactyla (Flörke) Spreng. (1827)
- Ebenästige Rentierflechte Cladonia portentosa (Dufour) Coem. (1865)
- Echte Becherflechte Cladonia pyxidata (L.) Hoffm. (1796)
- Echte Rentierflechte Cladonia rangiferina F.H.Wigg. (1780) Flechte des Jahres 2009
- Cladonia ramulosa (With.) J.R.Laundon (1984)
- Falsche Rentierflechte Cladonia rangiformis Hoffm. (1796), Flechte des Jahres 2023
- Cladonia scabriuscula (Delise) Nyl. (1876)
- Cladonia squamosa (Scop.) Hoffm. (1796)
- Cladonia stellaris (Opiz) Pouzar & Vězda  (1971)
- Cladonia strepsilis (Ach.) Mont.  (1839)
- Cladonia stygia (Fr.) Ruoss (1985)
- Pfriemen-Geweihflechte Cladonia subulata (L.) Weber ex F.H. Wigg. (1780)
- Cladonia sulphurina (Michx.) Fr.  (1831)
- Cladonia symphycarpa (Flörke) Fr. (1826)
- Cladonia transcendens (Vain.) Vain. (1898)
- Igel-Cladonie Cladonia uncialis (L.) Weber ex F.H. Wigg. (1780)
- Cladonia zopfii Vain. (1919)

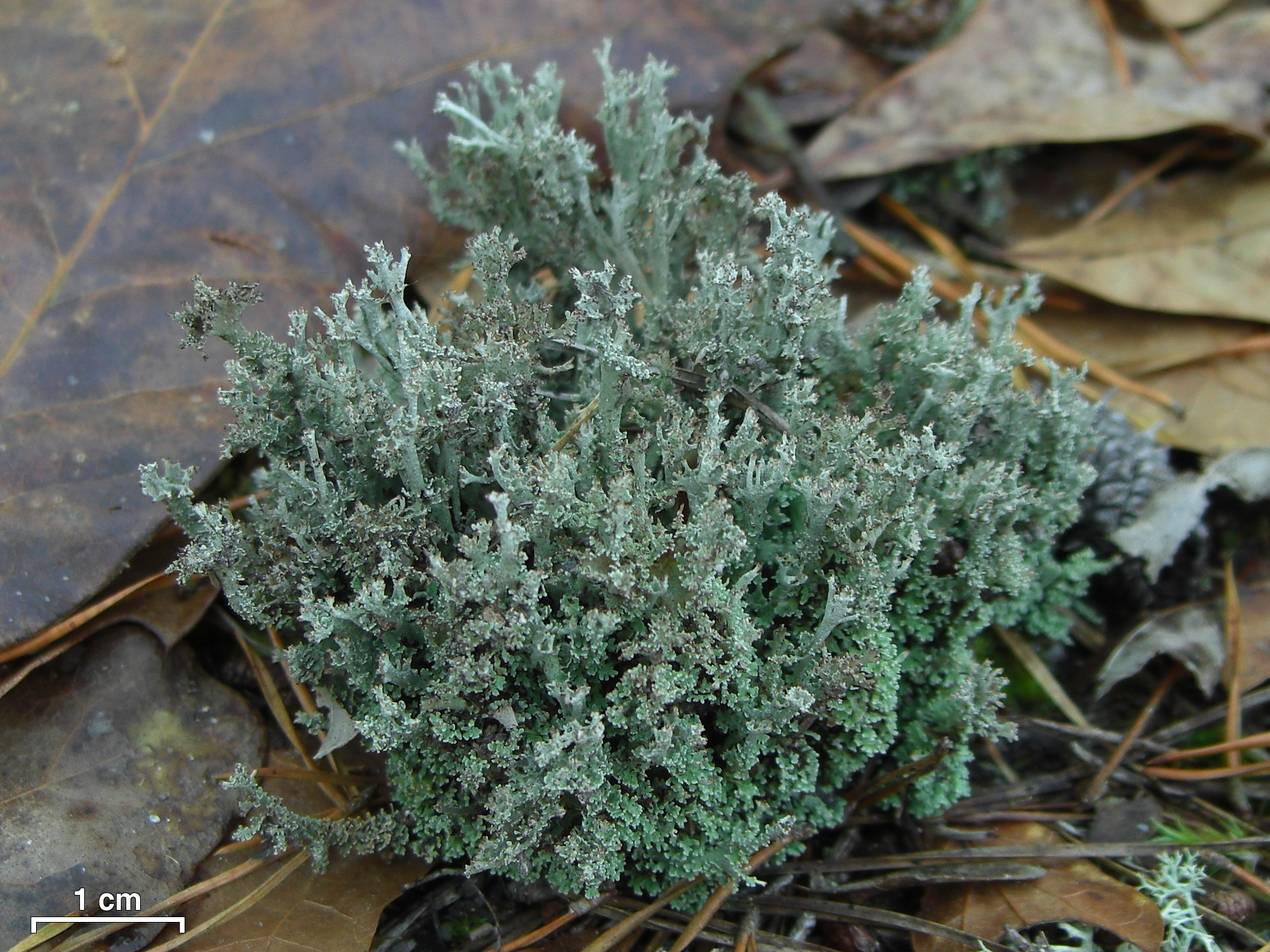
Cladonia atlantica
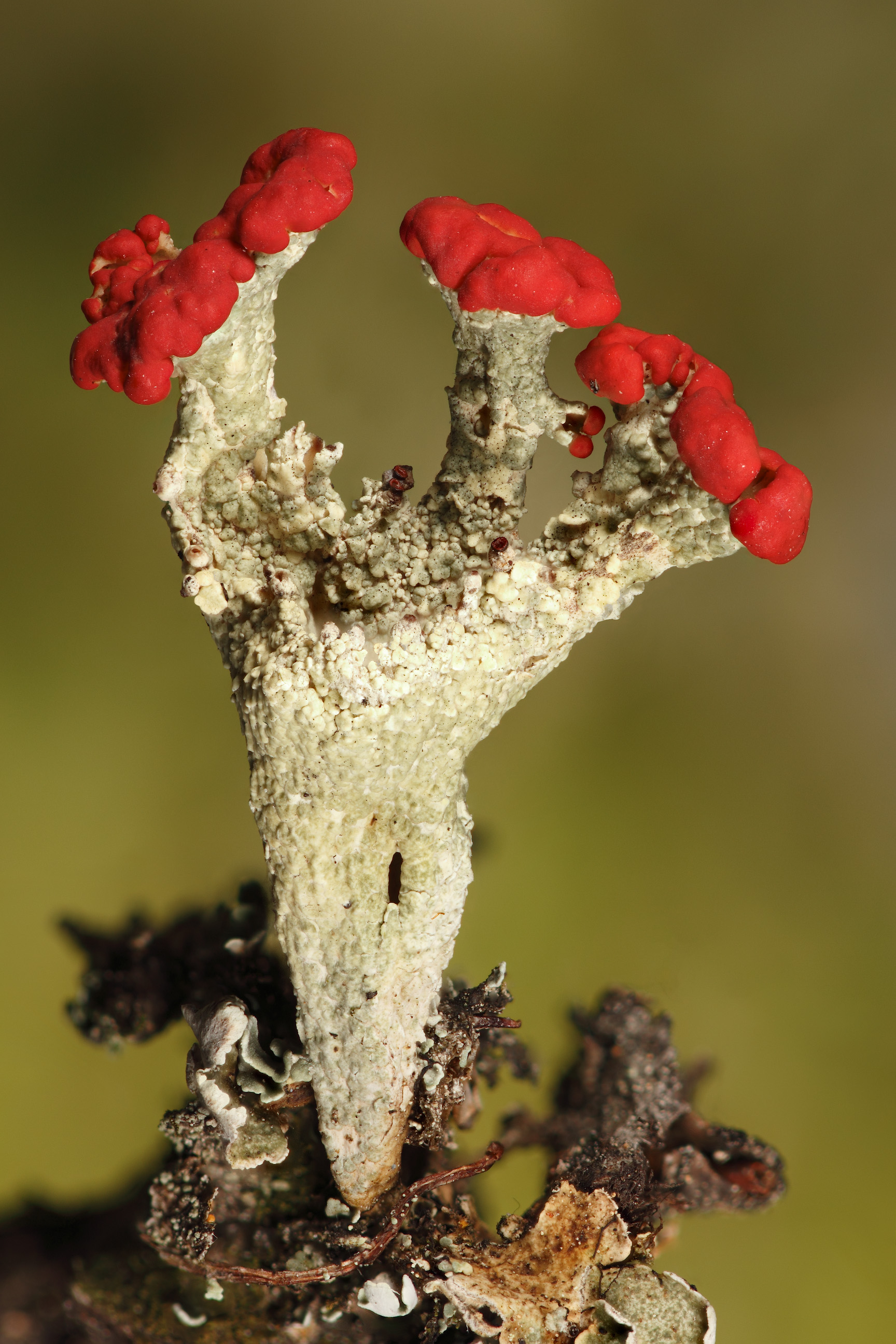
Scharlach-Becherflechte Cladonia coccifera
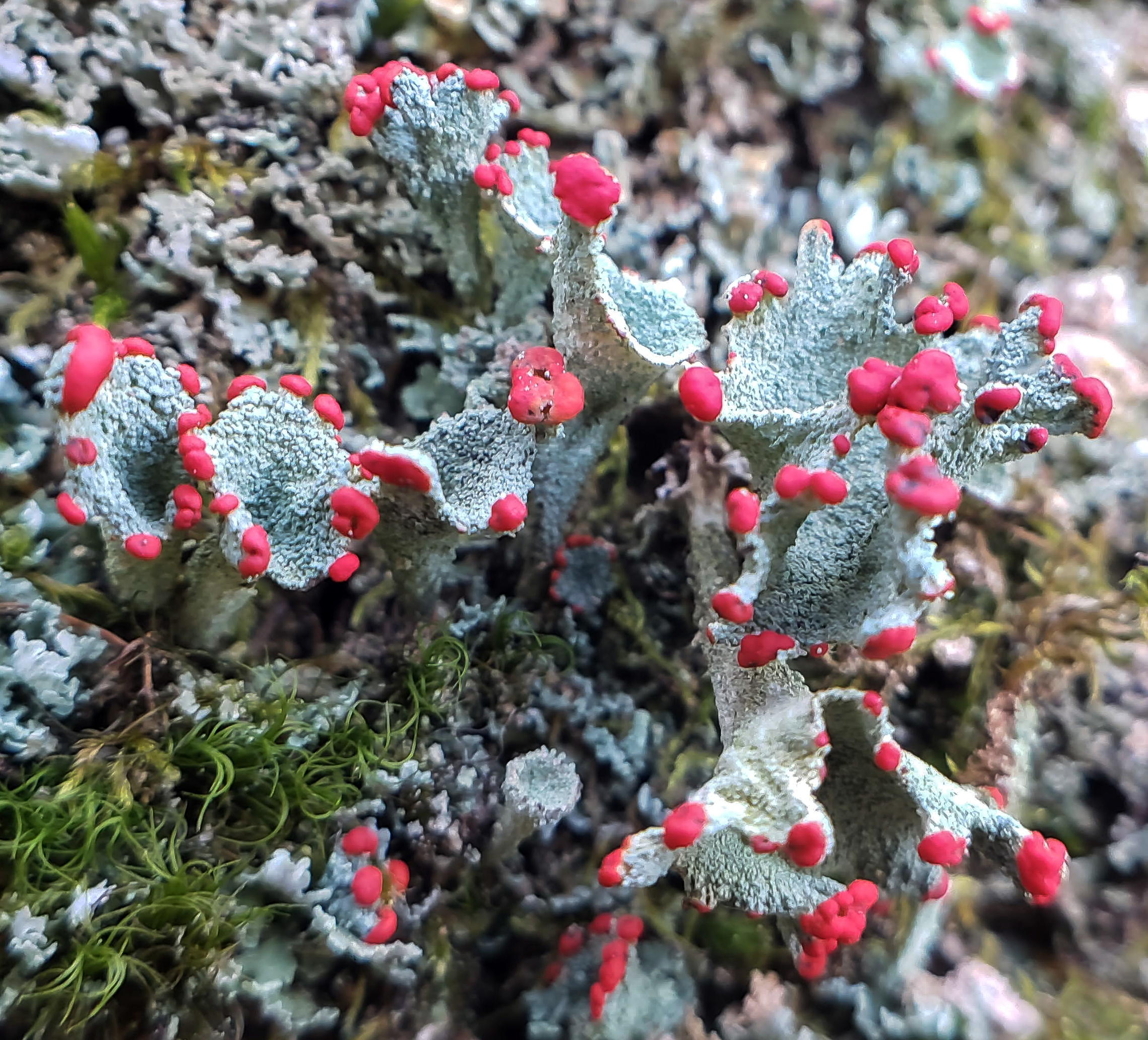
Cladonia borealis
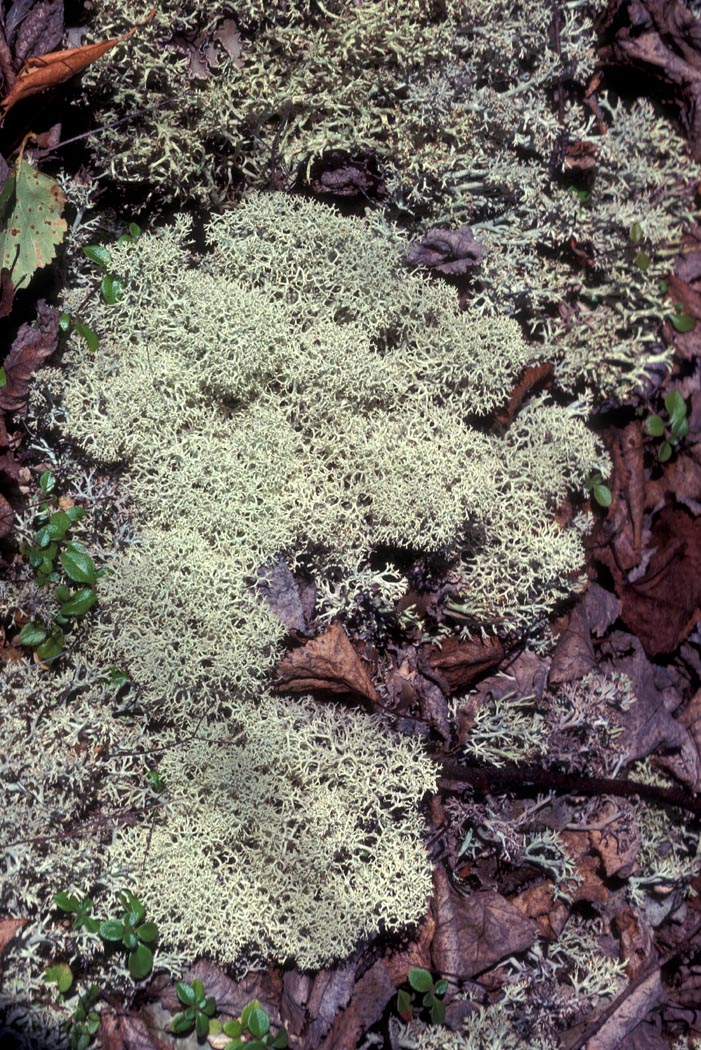
Echte Rentierflechte Cladonia rangiferina
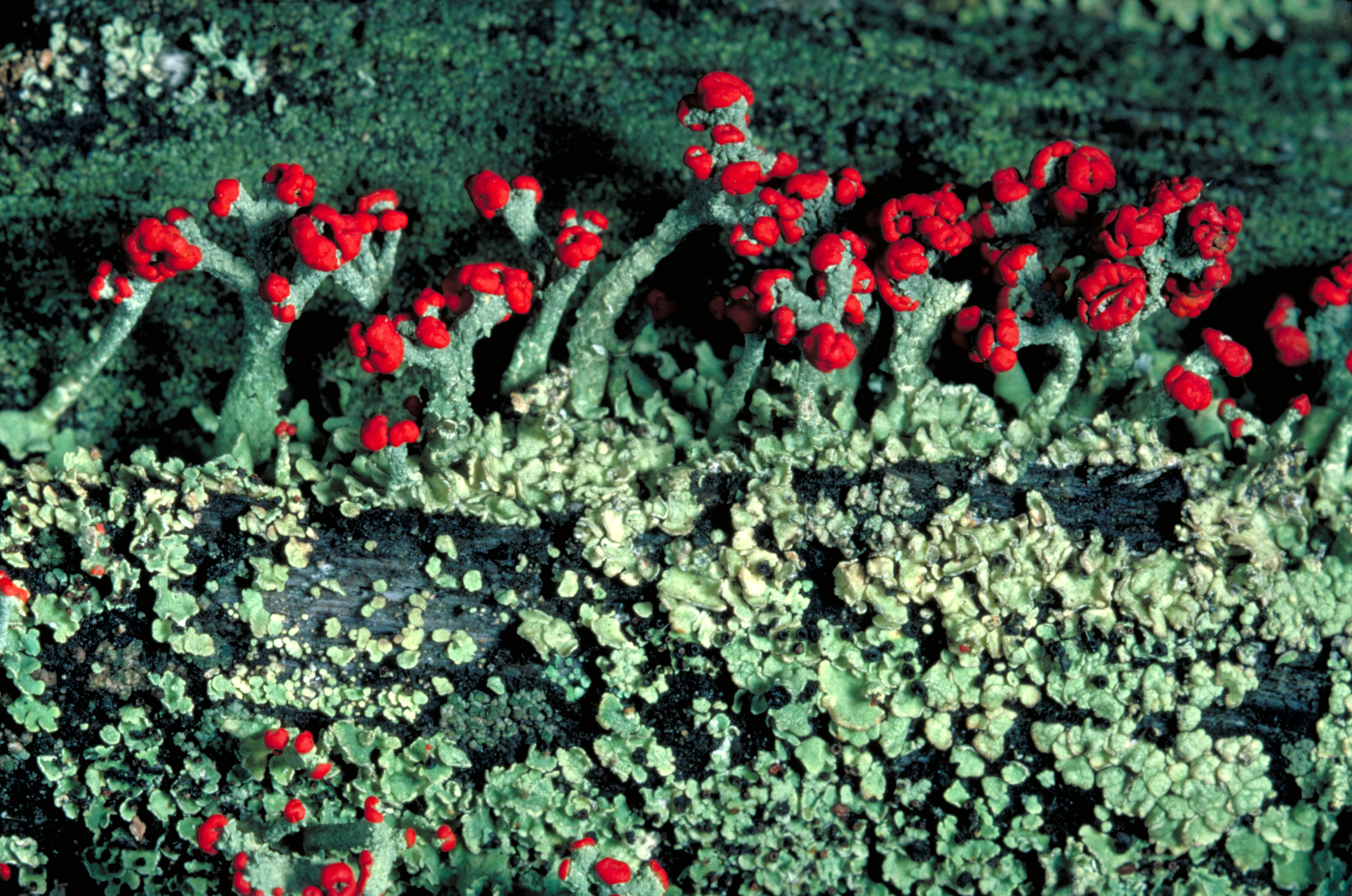
Cladonia cristatella
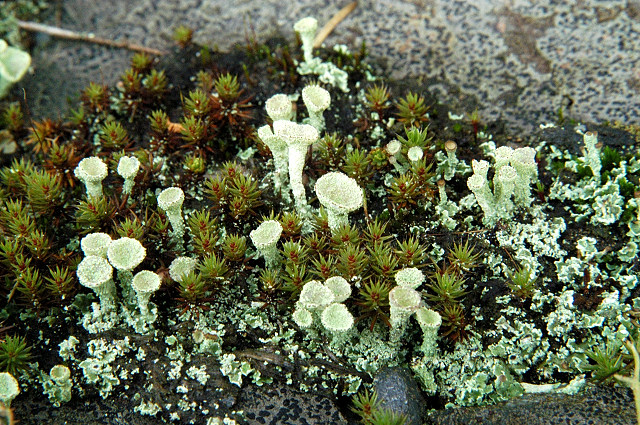
Trompetenflechten der Art Cladonia fimbriata
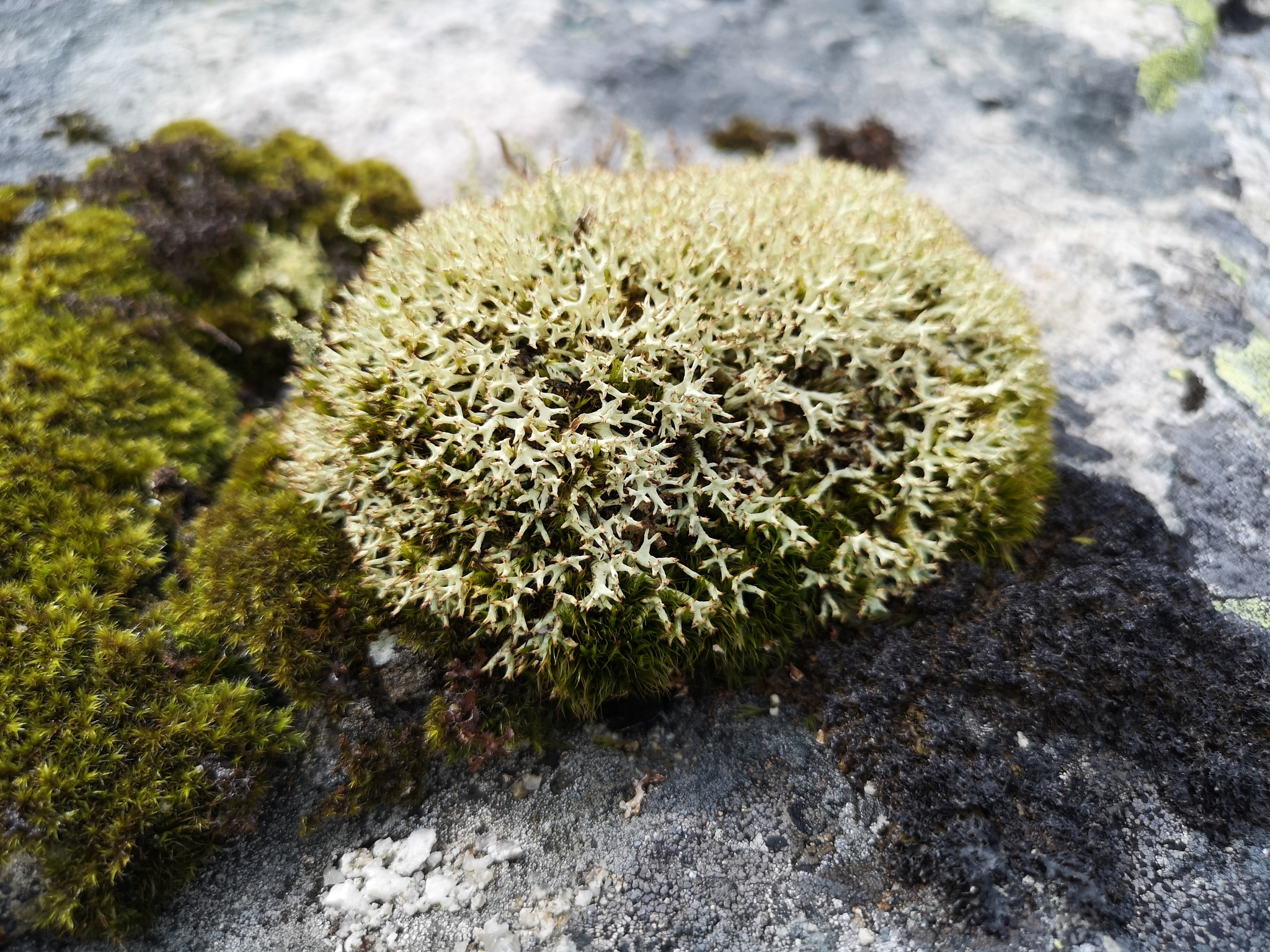
Igel-Caldonie Cladonia uncialis